# Alvarinho
Alvarinho (port., wym. [aɫvaˈɾiɲu]) albo albariño (gal., wym. [alβaˈɾiːɲo]) – biała odmiana winorośli, pochodząca z Portugalii i uważana za jeden z najwspanialszych europejskich szczepów.

## Charakterystyka
Winorośl alvarinho daje stosunkowo niskie plony i owoce o wysokiej jakości. Dojrzewa szybko i jest wrażliwa na wiosenne przymrozki. Owoce są małe, ale liczne, a skórki owoców grube. Odporność na mączniaka prawdziwego i rzekomego jest dużą zaletą w regionach o większych opadach.

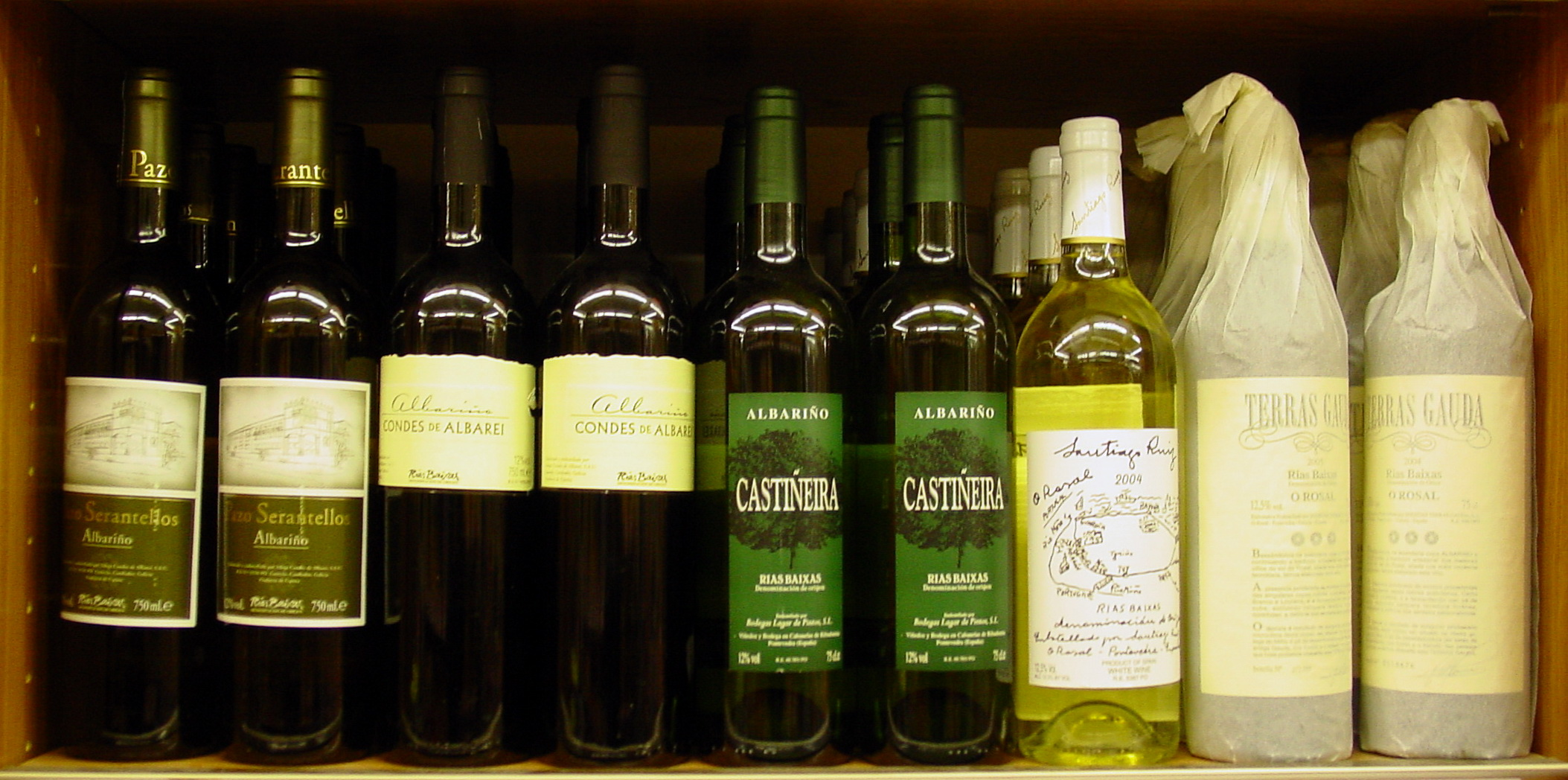
Wybór galicyjskich win produkowanych z albariño

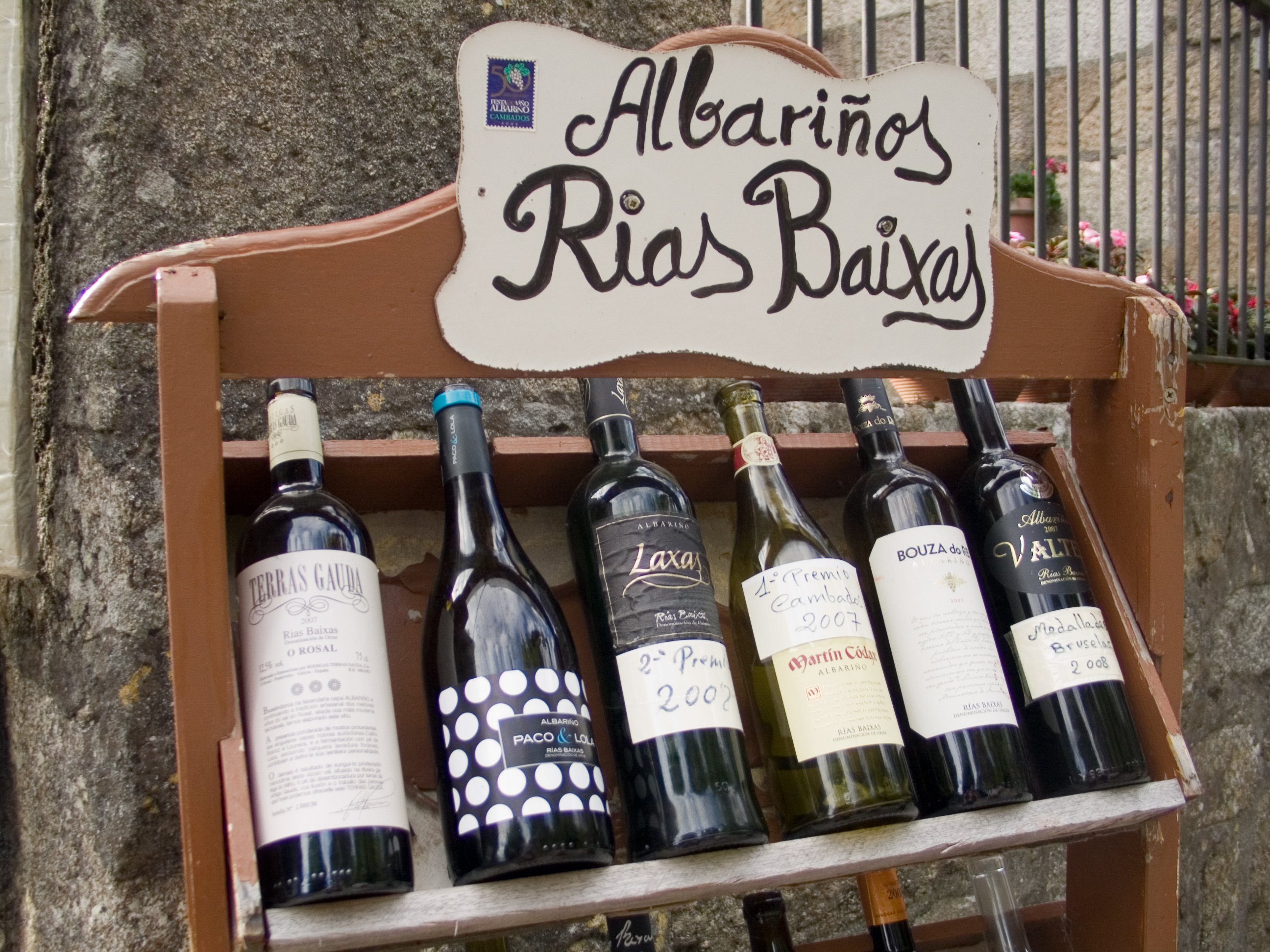
Albariños w Santiago de Compostela w Hiszpanii

## Rozpowszechnienie
Szczep jest znany jako tradycyjny surowiec na biały wariant północnoportugalskiego wina vinho verde. Najlepsze efekty daje w północnej, przygranicznej części regionu. Szeroko uprawiany jest również w regionie Rías Baixas DO, leżącym w galicyjskiej części Hiszpanii. 
Winnice obsadzone albariño można spotkać na północnym zachodzie Stanów Zjednoczonych (stany Oregon i Waszyngton). Odmiana odbywa kwarantannę w Australii, po której będzie mogła być sadzona w winnicach produkcyjnych.

## Wina
Wina produkowane z alvarinho cechują się średnim poziomem alkoholu (ok. 11,5–13,0%), co czyni szczep wyjątkowo krzepkim na tle innych odmian używanych do produkcji vinho verde. Koncentracji cukru i innych składników sprzyjają niskie plony alvarinho.
Wina są delikatne, aromatyczne i rześkie, o zauważalnym poziomie kwasów i przeznaczone do picia w przeciągu kilku lat po produkcji. Rozpoznawalne są aromaty gruszek, jabłek i owoców egzotycznych.

## Synonimy
Oprócz podstawowych nazw alvarinho i albariño szczep ten jest znany także jako albarina, alvarin branco, azal blanco, cainho branco (port.), galego i galeguinho.